# 海濱普林斯頓 (加利福尼亞州)
海濱普林斯頓（英語：Princeton-by-the-Sea）是位於美國加利福尼亞州聖馬刁縣的一個非建制地區。該地的面積和人口皆未知。

## 地理
海濱普林斯頓的座標為37°30′18″N 122°29′09″W / 37.50500°N 122.48583°W，而該地的平均海拔高度為25米（即82英尺）。